# Кузьминська (Шебеньгське сільське поселення)
Ку́зьминська (рос. Кузьминская) — присілок у складі Тарногського району Вологодської області, Росія. Входить до складу Тарногського сільського поселення.

## Населення
Населення — 8 осіб (2010; 16 у 2002).
Національний склад (станом на 2002 рік):
- росіяни — 100 %